# Свинецкалий
Свинецкалий — бинарное неорганическое соединение, интерметаллид
свинца и калия
с формулой KPb,
кристаллы.

## Получение
- Сплавление стехиометрических количеств чистых веществ:

{\displaystyle {\mathsf {Pb+K\ {\xrightarrow {570^{o}C}}\ PbK}}}

## Физические свойства
Свинецкалий образует кристаллы
тетрагональной сингонии, пространственная группа I 41/acd, параметры ячейки a = 1,150 нм, c = 1,876 нм, Z = 32,
структура типа свинецнатрия NaPb
.
Соединение конгруэнтно плавится при температуре 570°C  (575°C ).